# Wakiso (district)
Wakiso is een district in Oeganda dat voor een groot deel de hoofdstad Kampala omsluit. Het district heeft 957.280 inwoners en een oppervlakte van 2704 km².